# Grösjön, Skåne
Grösjön är en sjö i Hässleholms kommun i Skåne och ingår i Helge ås huvudavrinningsområde. Sjön är 3 meter djup, har en yta på 0,162 kvadratkilometer och är belägen 141 meter över havet. Sjön avvattnas av vattendraget Hogabäcken.

## Delavrinningsområde
Grösjön ingår i det delavrinningsområde (622582-136535) som SMHI kallar för Mynnar i Finjasjön. Medelhöjden är 119 meter över havet och ytan är 14,72 kvadratkilometer. Det finns inga avrinningsområden uppströms utan avrinningsområdet är högsta punkten. Hogabäcken som avvattnar avrinningsområdet har biflödesordning 3, vilket innebär att vattnet flödar genom totalt 3 vattendrag innan det når havet efter 89 kilometer. Avrinningsområdet består mestadels av skog (64 procent) och jordbruk (18 procent). Avrinningsområdet har 0,16 kvadratkilometer vattenytor vilket ger det en sjöprocent på 1,1 procent.